# Sciaphylax castanea
A Sciaphylax castanea a madarak (Aves) osztályának verébalakúak (Passeriformes) rendjébe és a fazekasmadár-félék (Furnariidae) családjába tartozó faj.

## Rendszerezése
A fajt John Todd Zimmer amerikai ornitológus írta le 1932-ben, a Myrmeciza nembe Myrmeciza hemimelaena castanea néven. Egyes szervezetek jelenleg is ebbe a nembe sorolják Myrmeciza castanea néven.

## Alfajai
- Sciaphylax castanea castanea Zimmer, 1932
- Sciaphylax castanea centunculorum M. L. Isler, J. Alvarez, P. R. Isler, Valqui, Begazo & B. M. Whitney, 2002

## Előfordulása
Az Amazonas-medencében, Ecuador és Peru területén honos. Természetes élőhelyei a szubtrópusi és trópusi síkvidéki és hegyi esőerdők, valamint lombhullató erdők. Állandó nem vonuló faj.

## Megjelenése
Testhossza 11–12 centiméter, testtömege 16–17 gramm.

## Életmódja
Feltételezhetően rovarokkal és más ízeltlábúakkal táplálkozik.

## Természetvédelmi helyzete
Az elterjedési területe nagyon nagy, egyedszáma viszont csökken, de még nem éri el a kritikus szintet. A Természetvédelmi Világszövetség Vörös listáján nem fenyegetett fajként szerepel.